# Застава Замбије
Застава Замбије је усвојена 24. октобра 1964. a 1996. су на њој извршене мање измене.
Зелена је симбол природних ресурса, црвена борбе за слободу, црна народа Замбије, а наранџаста минералног богатства. Орао представља могућност народа да се издигне изнад проблема нације.